# Pačir

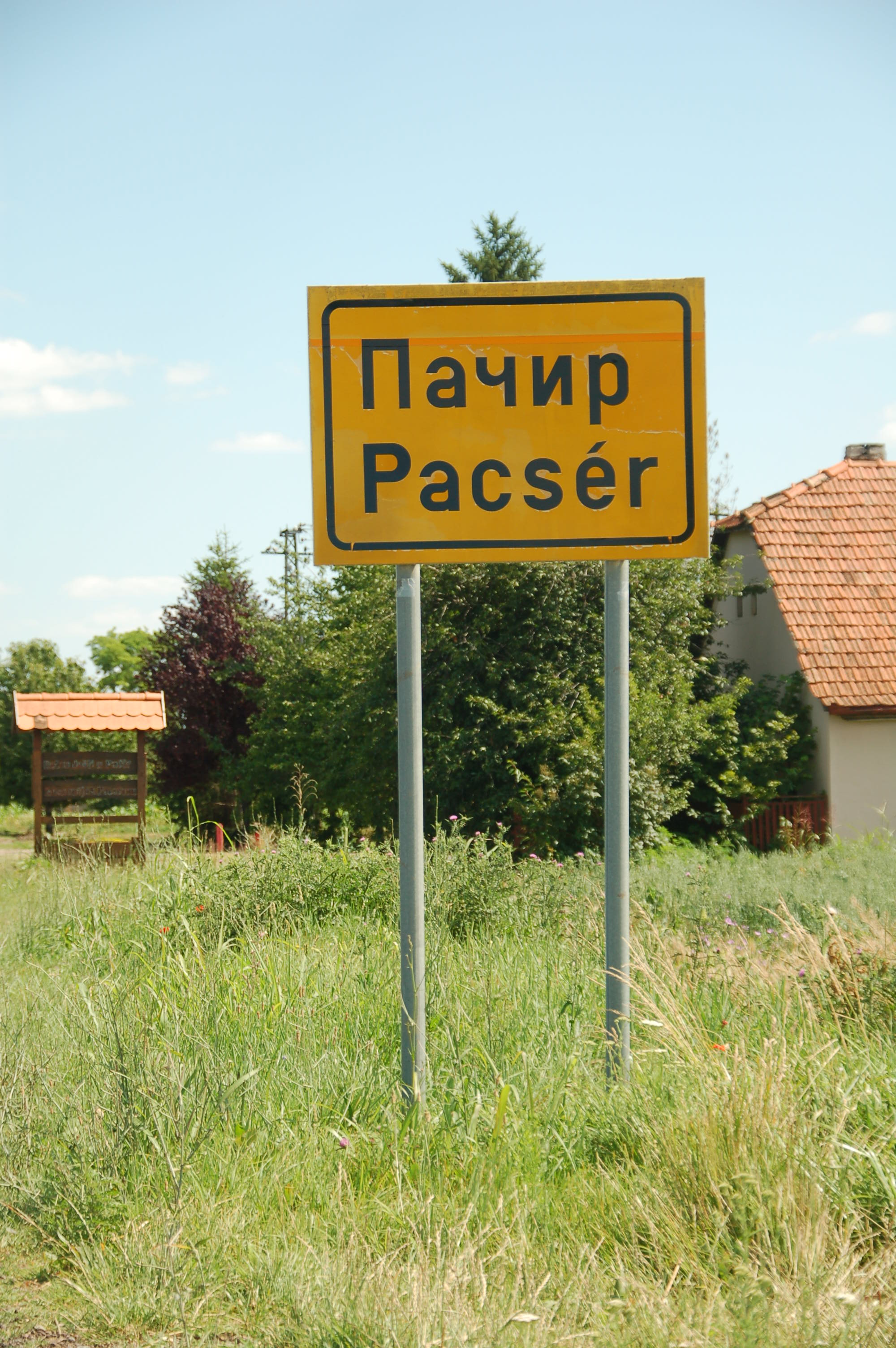
Place-name sign, helynév jel, Pacir Ortstafel,

Pačir (húngaro: Pacsér; serbocroata cirílico: Пачир) es un pueblo de Serbia perteneciente al municipio de Bačka Topola del distrito de Bačka del Norte de la provincia autónoma de Voivodina.
En 2011 su población era de 2580 habitantes. La mayoría de los habitantes son magiares (1558 habitantes), con una importante minoría de serbios (720 habitantes).
Se conoce la existencia de la localidad desde 1409. En el siglo XVI fue destruido en las invasiones otomanas y quedó despoblado hasta el siglo XVIII, cuando se fundó el pueblo actual.
Se ubica unos 20 km al noroeste de la capital municipal Bačka Topola, sobre la carretera que lleva a Bácsalmás.